# Ярославщина
Ярославщина — деревня в Добрянском районе Пермского края. Входит в состав Перемского сельского поселения.

## Географическое положение
Деревня расположена примерно в 1 км к востоку от административного центра поселения, села Перемское, и в 51 км к северо-востоку от районного центра, города Добрянка.

## Население
| 2010 |
| ---- |
| 10   |

## Топографические карты
- Лист карты O-40-42 Чёлва. Масштаб: 1 : 100 000. Состояние местности на 1982 год. Издание 1988 г.